# Końskowola
Końskowola é uma cidade no leste da Polônia. Pertence à voivodia de Lublin, no condado de Puławy. É a sede da comuna urbano-rural de Końskowola.
Estende-se por uma área de 7,7 km², com 2 020 habitantes, segundo o censo de 31 de dezembro de 2021, com uma densidade populacional de 262,3 hab./km².
Końskowola recebeu o foral de cidade em 8 de junho de 1532. Foi privada de seus direitos municipais em 31 de maio de 1870, formando a comuna rural de Końskowola no condado de Nova Alexandria, inicialmente nos limites da antiga cidade, e entre 1925 e 1954, incluindo também as aldeias vizinhas. De 1954 a 1972, foi a sede da gromada de Końskowola no condado de Puławy, e, a partir de 1973, da comuna reativada de Końskowola. Entre 1975 e 1998, a localidade pertenceu administrativamente à voivodia de Lublin. Em 1 de janeiro de 2025, Końskowola recuperou os direitos de cidade.
A cidade é a sede da paróquia católica romana da Exaltação da Santa Cruz e Santo André Apóstolo.

## Localização
Końskowola está situada no planalto de Lubartowska, às margens do rio Kurówka, 2 km a leste de Puławy, 10 km a oeste de Kurów e 42 km de Lublin.
Historicamente, a aldeia estava localizada na Terra de Sandomierz e, mais tarde, na Terra de Lublin. Końska-Wola, que era uma propriedade nobre, estava localizada na segunda metade do século XVI no condado de Lublin da voivodia de Lublin.

## Toponímia
Em meados do século XV, os Konińskis fundaram um novo assentamento próximo ao vilarejo chamado Witowska vel Konińska Wola, que recebeu o nome do anterior. O antigo centro da sede de suas posses passou a ser chamado de Stara Wieś, e o novo foi registrado como “Konskavola” em 1473. Ambos os assentamentos foram registrados em 1486 como “Wolya dieta Starawyesch” e “Wythowska Wolya”. Em 1502, “Conska Vola” foi registrada, da mesma forma em 1529 e em 1531. “Coninska Wola”. Em 1532, a vila se tornou uma cidade. Em 1542, uma forma ainda mais antiga do nome foi registrada em paralelo: “Koninska Wola”, que, juntamente com a forma “Konska Wola”, domina os registros dos séculos XVI e XVIII.
Desde 1827 (censo), a grafia do nome: Końskowola está em vigor.

## História

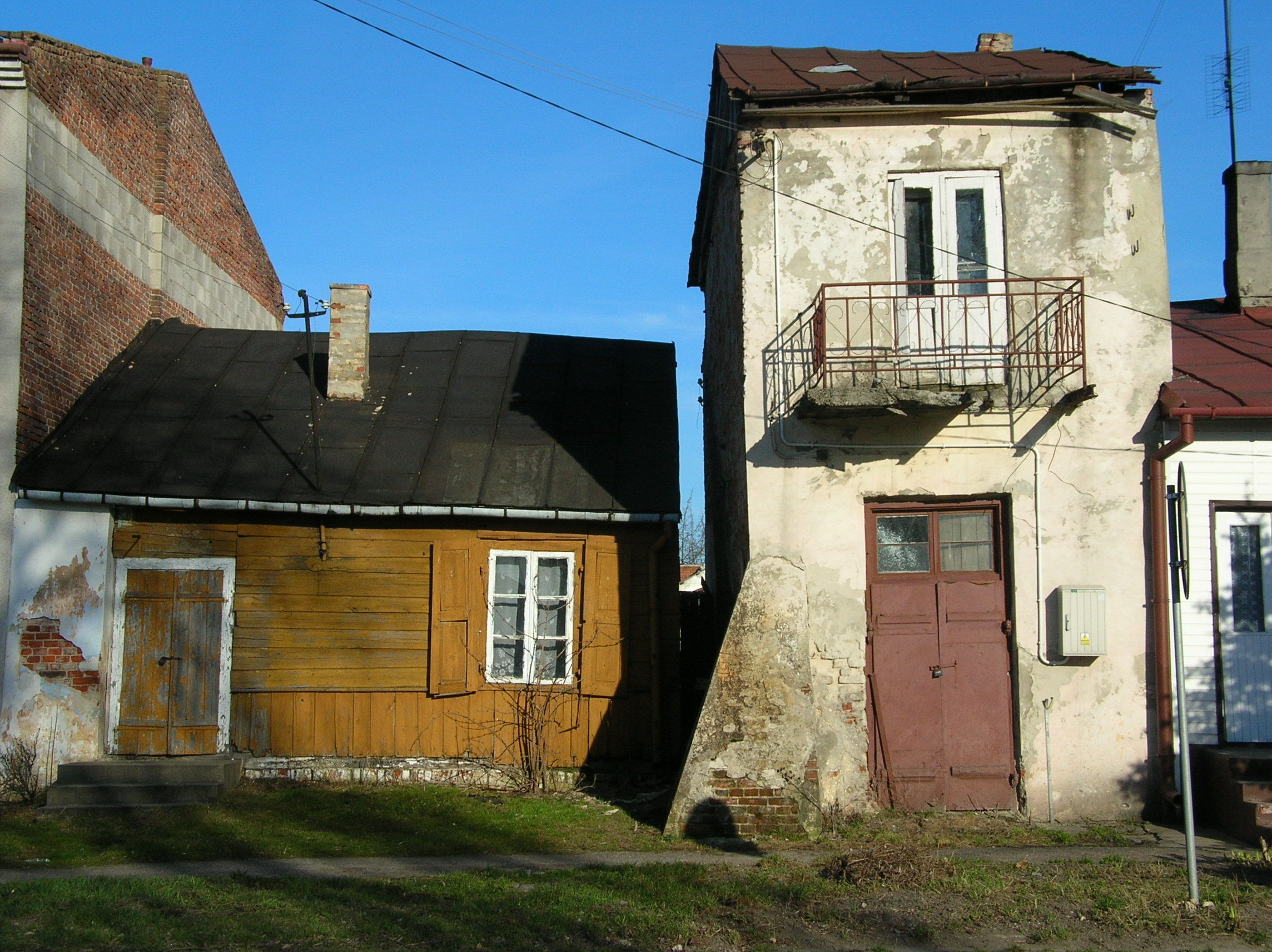
Casas antigas na praça principal

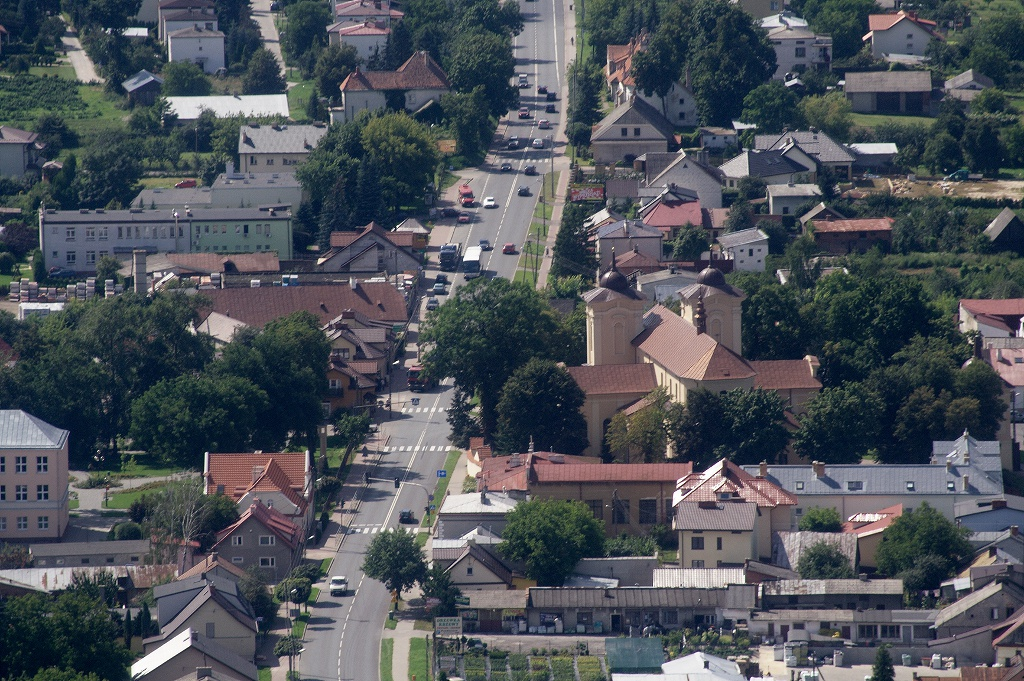
Vista aérea do centro de Końskowola com a igreja de Santo André. Estrada Lublin — Puławy passando pela cidade

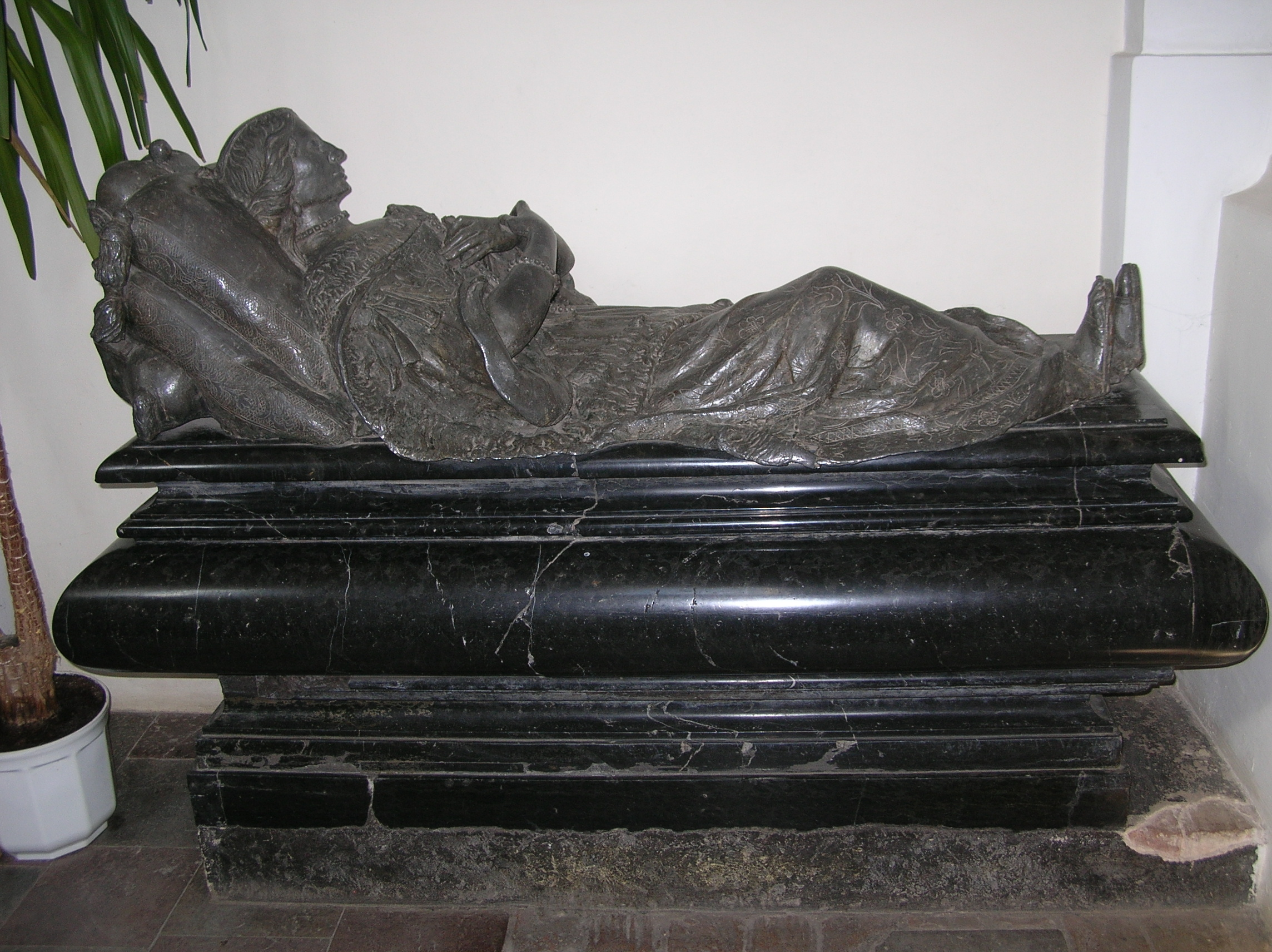
Lápide de Zofia Lubomirska, nascida Opalińska

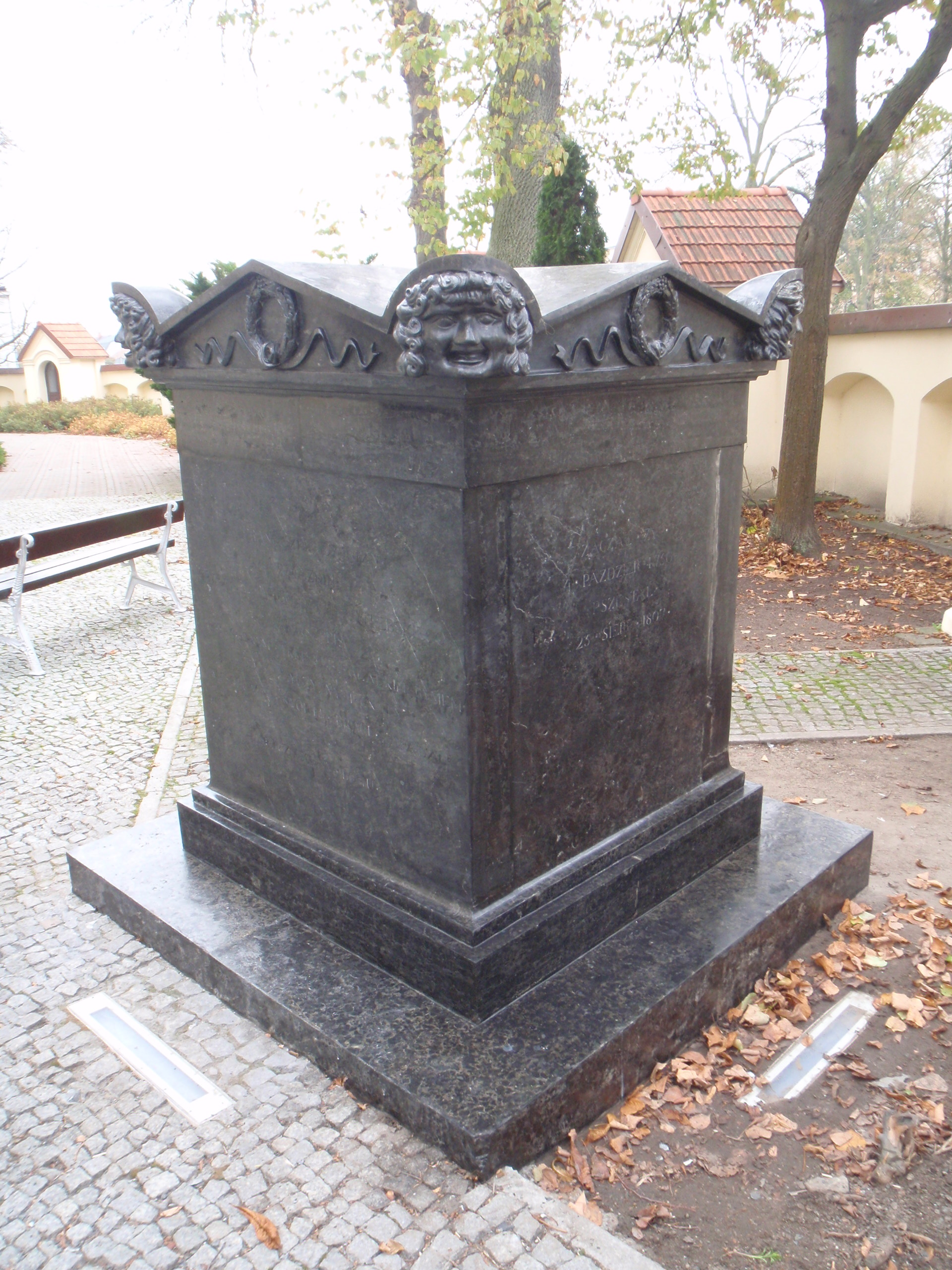
Lápide de Franciszek Dionysius Kniaznin

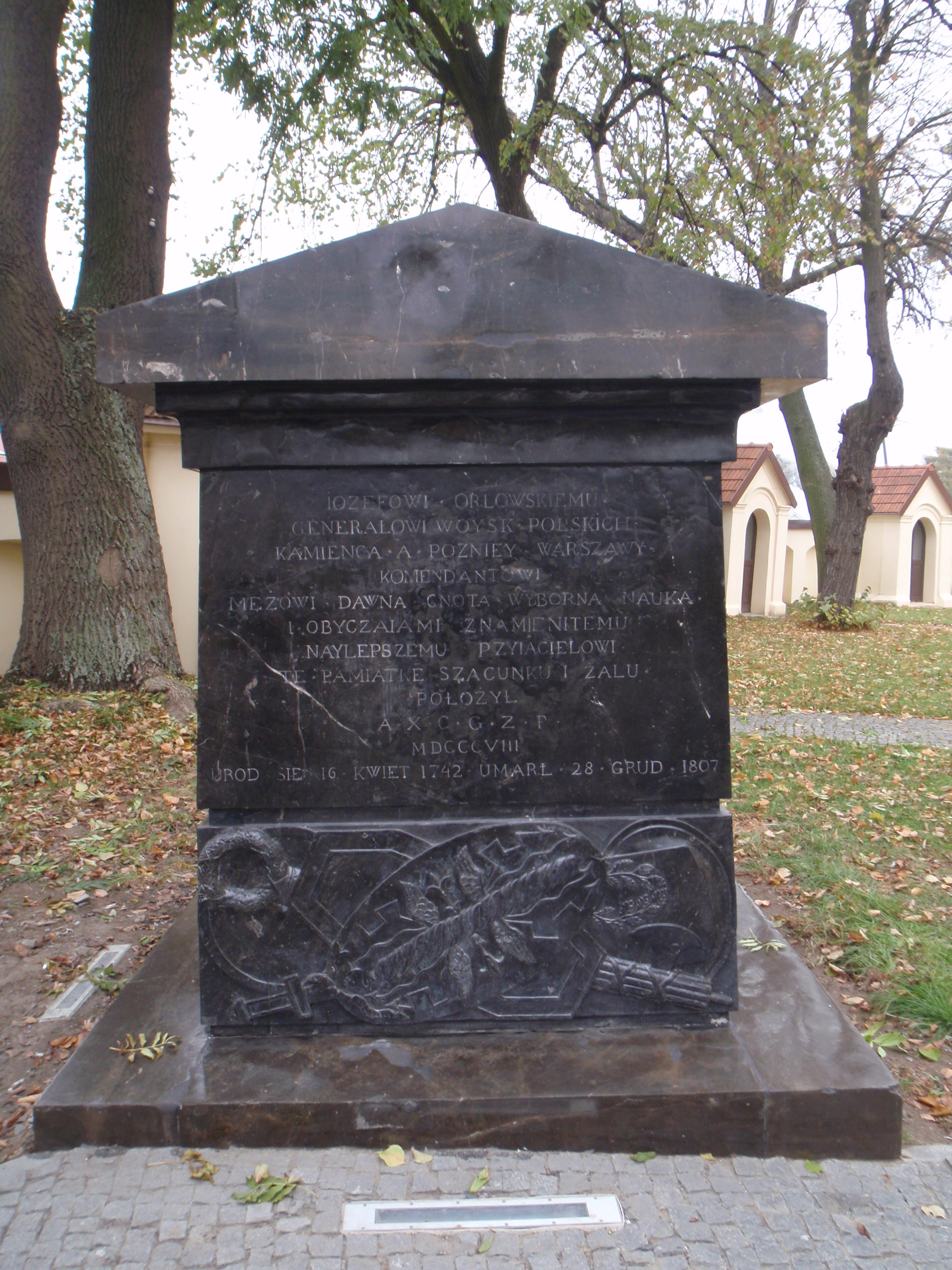
Lápide do General Józef Orłowski

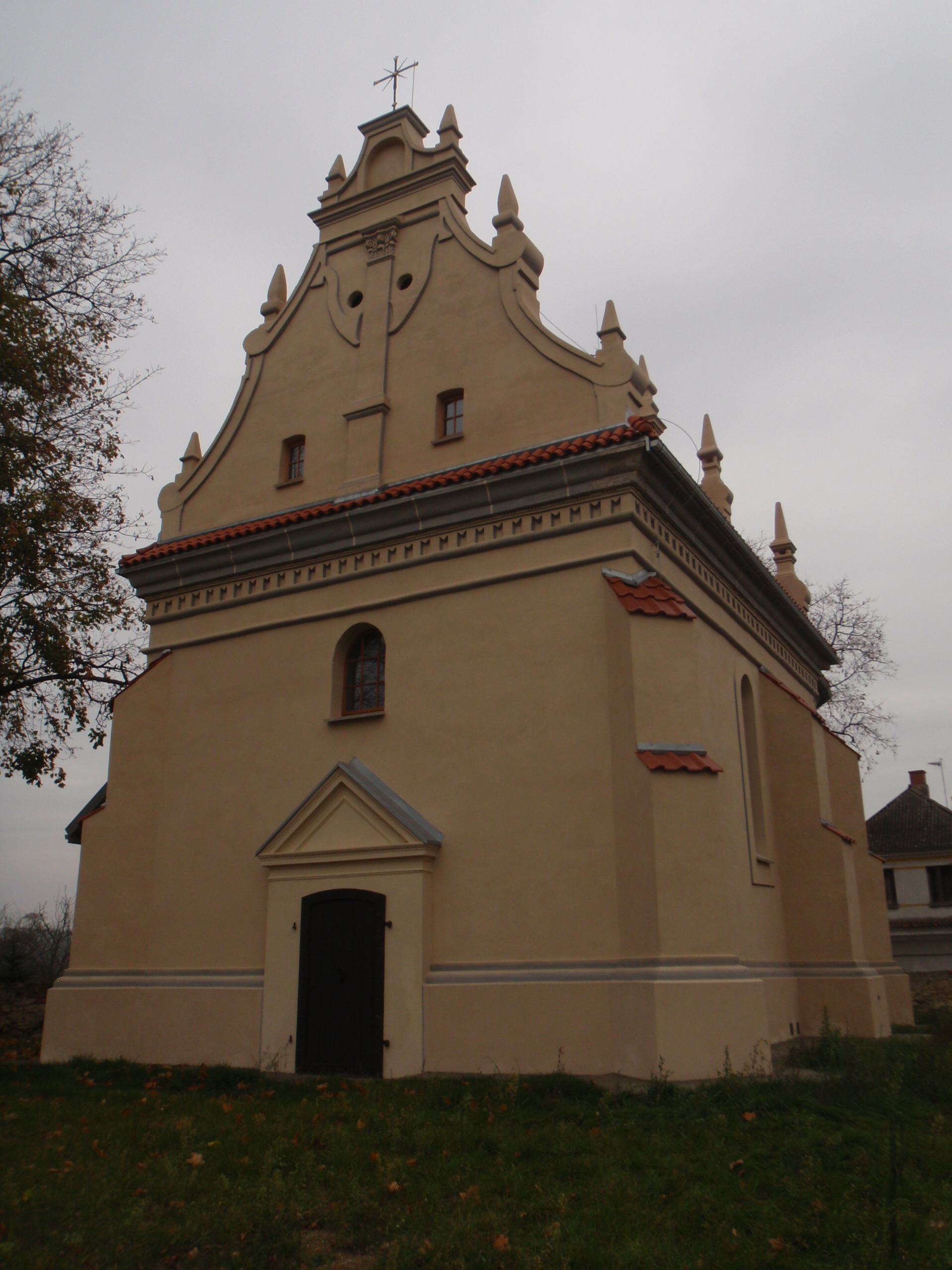
Igreja de Santa Ana

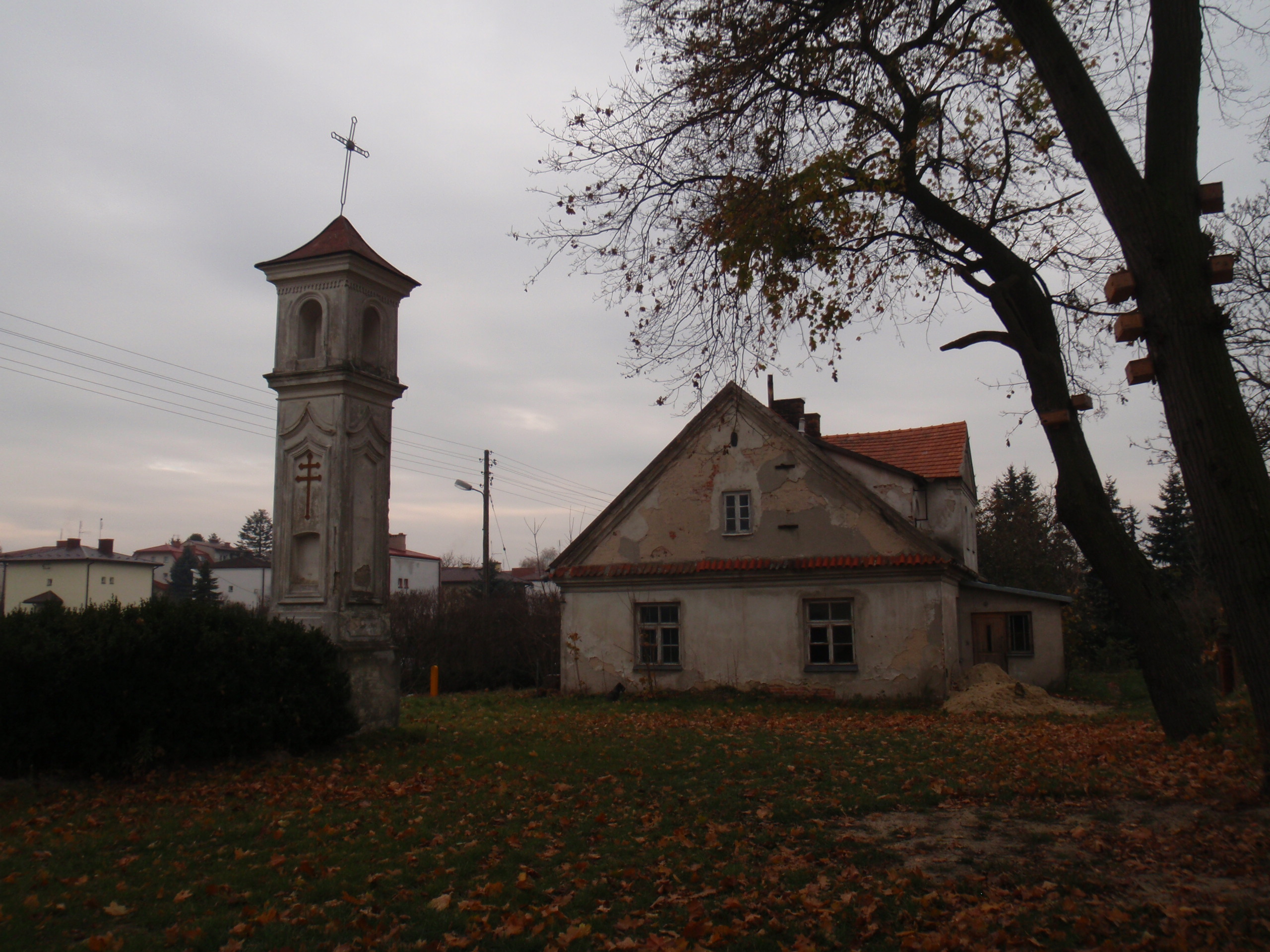
Capela de pilares na igreja de Santa Ana, antigo prédio do hospital ao fundo

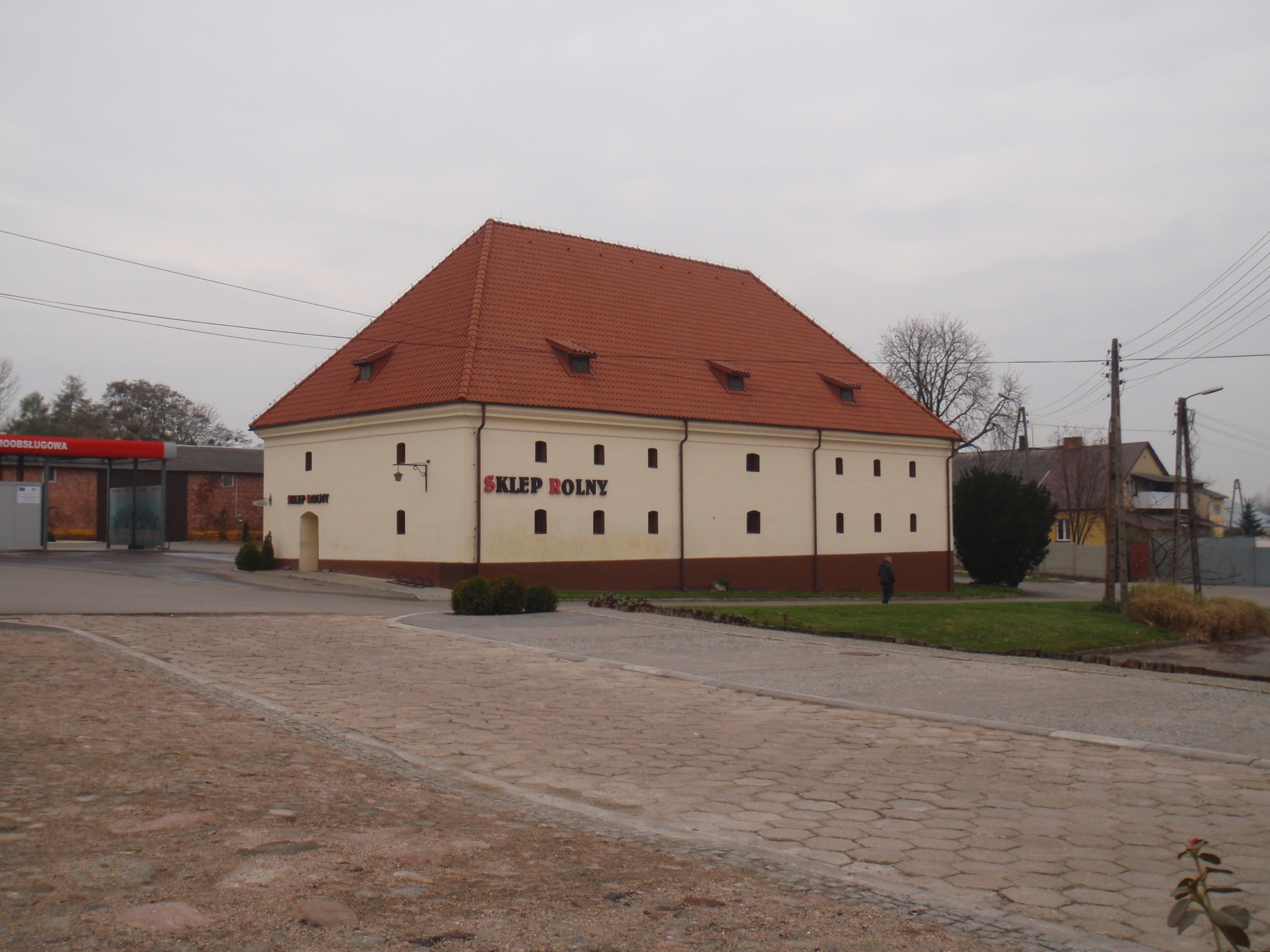
Celeiro histórico

Os vestígios mais antigos da presença humana na área de Końskowola devem ser datados de 10.000 a.C. Assentamentos humanos organizados existem na área desde o século X.

### Origem
A data da fundação de Końskowola é desconhecida. Suas origens devem ser associadas à vizinha Witowice, que, suficientemente populosa e desenvolvida, deu origem a Wola Witowska. Isso provavelmente ocorreu durante o século XIV. Uma igreja foi erguida aqui, mas ela não se tornou imediatamente a sede de uma paróquia. O registro paroquial de 1375 não menciona Wola Witowska; Jan Długosz afirma que a paróquia foi erigida pelo bispo Piotr Wysz, portanto, isso não ocorreu antes do final de 1392. Graças à igreja e ao fato de que os proprietários das terras vizinhas residiam aqui, foi Witowska Wola, e não a antiga Witowice, que se tornou o centro administrativo, comercial e cultural da área (o chamado Klucz końskowolski).
A primeira menção importante da aldeia ocorre no Liber beneficiorum de Jan Długosz. Em Końskowola, os Tęczyńskis construíram uma mansão residencial, descrita como um pequeno edifício com características defensivas. Durante muito tempo, considerou-se que a mansão estava completamente destruída. Somente uma pesquisa realizada no início do século XXI mostrou que o que restou dela foi o prédio da reitoria localizado em frente à igreja de Santa Ana.
A cidade, juntamente com o castelo e a mansão, fazia parte do patrimônio de Łukasz Opaliński em 1662.

### Período urbano e século XIX
A promessa de conceder direitos de cidade foi obtida por Andrzej Tęczyński, Grande Espadachim da Coroa, em 8 de junho de 1532. Durante o período urbano, Końskowola foi um importante centro agrícola e industrial. A mudança dos Czartoryskis para Puławy apenas fortaleceu o papel de Końskowola, onde se localizava o centro administrativo da propriedade. A estrada de Końskowola para Puławy, pavimentada durante a sua administração, foi a primeira estrada betuminosa em toda a voivodia de Lublin.
Em 1777, foi realizada uma busca de vários meses, sem sucesso, por depósitos de sal na propriedade de Końskowola dos Czartoryskis (o local exato não é conhecido).
No século XIX, Końskowola também se tornou um importante centro têxtil, principalmente como resultado de vínculos entre fabricantes locais e empresários russos. A prosperidade atraiu imigrantes, entre outros da Saxônia.
Como resultado de uma decisão do Comitê Organizador de 6 (18) de fevereiro de 1870, Końskowola, como muitas outras cidades vizinhas de tamanho semelhante, perdeu seus direitos municipais em 18 de março de 1870, ganhando a classificação de assentamento. O caráter rural da cidade foi citado como a razão para essa reforma administrativa, mas os motivos das autoridades também podem ter incluído o desejo de punir a comunidade local pelo apoio dado à Revolta de Janeiro. Muitos dos habitantes participaram ativamente das batalhas e, por um certo período, a própria vila desempenhou o papel de base para grupos partidários, entre outros para o grupo Szydłowski de Józef Jankowski, que lutou na batalha de Żyrzyn.
Em 1875, um incêndio consumiu 80 edifícios no vilarejo. Outro grande incêndio ocorreu em 24 de maio de 1891, quando 99 casas e 40 edifícios agrícolas foram queimados. Entre 1897 e 1914, a população de Końskowola aumentou de cerca de 3 200 para 5 675 pessoas.

### Séculos XX e XXI
A agitação de 1905–1906 não passou ao largo de Końskowola. Em 1 de maio de 1905, várias centenas de habitantes de Końskowola e dos vilarejos vizinhos se reuniram para realizar uma passeata e demolir o escritório municipal; bandeiras vermelhas foram carregadas e canções revolucionárias foram cantadas. A manifestação foi dispersada por cossacos. Em 16 de julho, um comício em solidariedade aos trabalhadores das fábricas de Łódź foi realizado nas fábricas têxteis, seguido de uma manifestação. Também houve greves em 1906, inclusive em 1 de maio; além disso, lojas de bebidas alcoólicas (que geravam impostos para o Estado) foram destruídas seis vezes, e houve também um boicote às eleições da Duma. As autoridades, combatendo os discursos, em 12 de janeiro de 1906 e nos dias seguintes, realizaram uma pacificação das localidades, que consistiu em prisões e espancamentos públicos. No verão de 1911, houve um incêndio no assentamento, queimando a parte norte da cidade com a praça do mercado, um total de cerca de cem casas.
Quando eclodiu a Primeira Guerra Mundial, os russos ordenaram a evacuação das instalações industriais e queimaram parte do vilarejo, e muitos homens foram recrutados para o exército. Durante a Primeira Guerra Mundial, como resultado dos combates em 1915, segundo os dados coletados pelo Departamento de Estatística sob a direção de Henryk Wiercieński, 326 dos 333 edifícios listados em Końskowola foram destruídos. Em primeiro lugar, foram destruídos os edifícios das fachadas norte e leste da praça do mercado e os bairros dos edifícios localizados na parte de trás dessas fachadas. Os únicos edifícios que sobreviveram foram a fachada oeste da praça do mercado, onde edifícios de tijolos de um andar com corredores abobadados característicos, situados no eixo extremo, sobreviveram até os dias atuais. O campanário barroco de tijolos ao lado da igreja, erguido em 1778 a partir da fundação do conde Adam Czartoryski e projetado por Józef Mayer, também foi completamente destruído.
Em 1926, os habitantes lançaram uma iniciativa sem sucesso para restaurar os direitos da cidade. Havia em Końskowola: uma brigada de incêndio, um círculo de donas de casa da aldeia, uma União de Jovens Rurais, uma Associação de Jovens. Em 1934, foi construído um campo de esportes. Foram realizados vários comícios políticos.
Os ataques aéreos alemães, que tanto afetaram as vizinhas Puławy e Kurów, felizmente passaram ao largo de Końskowola. O condado de Puławy foi tratado pelos ocupantes principalmente como um reservatório de mão de obra e alimentos. Końskowola foi obrigada (a chamada cota) a manter 22 mil alemães. Houve um breve campo para prisioneiros de guerra aqui em 1940; houve também um campo de trabalho aqui entre 1940 e 1943, associado à reconstrução da linha ferroviária próxima, estradas e uma fazenda.
No período entre guerras, havia uma comunidade judaica considerável no local, com uma sinagoga e um cemitério judaico, entre outras coisas. Os judeus também eram proprietários da maioria dos serviços e lojas. O ocupante estabeleceu um gueto aqui, para o qual, entre outras coisas, foram trazidas pessoas de Puławy e também do exterior, principalmente da Eslováquia. O gueto foi liquidado em outubro de 1942, como resultado de assassinatos em massa na floresta próxima e da deportação de parte da população para Sobibór. Estima-se que, durante a liquidação do gueto, entre 800 e 1.000 pessoas foram fuziladas na periferia da aldeia. Depois que a população judaica foi assassinada, a população do assentamento caiu para 1 489.
Um movimento de resistência se desenvolveu no vilarejo, e as organizações armadas estavam ativas. Os Batalhões Camponeses eram particularmente fortes aqui. Em maio de 1944, dois guerrilheiros dessa organização desarmaram dois alemães. Aulas secretas também eram ministradas aqui, no nível da escola primária e, a partir de 1942, também no nível da escola secundária.
A libertação do assentamento ocorreu em 25 de julho de 1944 e deve ser associada à Operação Tempest. Uma divisão motorizada alemã teve a tarefa de incendiar o assentamento. Os habitantes revidaram, auxiliados pela unidade de disposição Kedyw “Zagończyk” e, depois, por unidades dos Batalhões Camponeses. Durante essas batalhas, o Exército Vermelho e o Exército Nacional entraram no assentamento.
Em 1944, Wojciech Popiołek, o comandante da Milícia Cívica em Końskowola, foi provavelmente morto pelas mãos da milícia em sua casa na vizinha Sielce. Em fevereiro de 1945, sua esposa e o irmão dela também foram mortos.
De 1954 a 1972, a vila pertenceu e foi a sede das autoridades da gromada de Końskowola. Entre 1975 e 1998, o vilarejo pertenceu administrativamente à então voivodia de Lublin.
No século XXI, foi feita uma tentativa de obter os direitos de cidade. A primeira delas, em 2007, fracassou. Pela segunda vez, o conselho municipal lançou o procedimento relevante em 2020, organizando consultas públicas sobre o assunto. As consultas contaram com a participação de 3128 residentes, 81% dos quais eram a favor da concessão de direitos municipais à vila. Em 1 de janeiro de 2025, Końskowola recuperou os direitos de cidade.

## Educação, cultura e lazer
O Conjunto de Canção e Dança Powiśle foi fundado em Końskowola em 1953, e está sob os cuidados da Casa do Químico em Puławy desde 1984. A Casa da Cultura local organiza o Festival anual da Rosa, que, dedicado à promoção de viveiros de propagação e cultivo de mudas de árvores, arbustos e outras plantas perenes no período inicial de vida, sendo também, uma ocasião para um festival familiar. Em Końskowola, há uma Sociedade para a Proteção do Patrimônio Cultural, a Fara Końskowola, dedicada à promoção da cidade e à restauração de seu patrimônio cultural. Em Końskowola, há também a escola primária Henryk Sienkiewicz com uma filial de jardim de infância, bem como uma escola maternal.

## Esporte
- Clube esportivo “Powiślak” em Końskowola — organiza sessões de treinamento, participa de jogos da liga e torneios de futebol, tênis de mesa, handebol e voleibol.[43]
- Clube esportivo dos Alunos “Olimp” — funciona no Complexo Escolar, organiza atividades de voleibol e basquetebol para crianças e jovens.
- Clube esportivo “Centrum Tang Soo Do” — promove e populariza as artes marciais coreanas Tang Soo Do, participa de competições no país e no exterior.

## Transporte
Há uma parada de trem aqui na linha ferroviária Varsóvia — Lublin — Dorohusk.

## Monumentos históricos

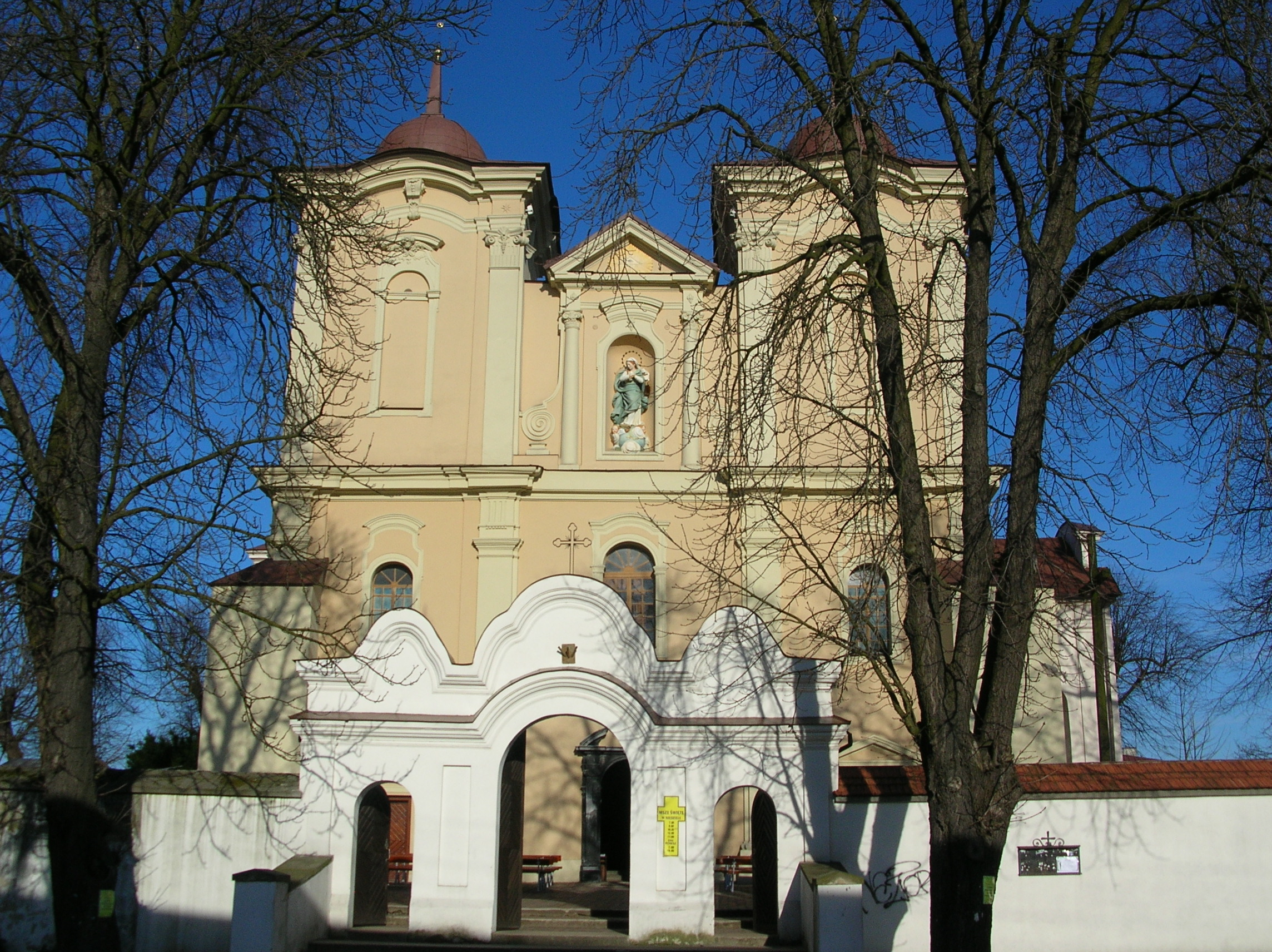
Igreja paroquial da Exaltação da Santa Cruz e de Santo André

- Igreja paroquial da Exaltação da Santa Cruz e de Santo André Apóstolo, datada de meados do século XVI,[44] com um monumento tumular único na Polônia, Vanitas (Vaidade da Vida) — provavelmente o monumento tumular de Łukasz de Bnin e Izabela Opalińska, nascida Tęczyńska,[45] e obras de Tylman de Gameren: a lápide de Zofia Lubomirska, nascida Opalińska, e portais.
- Antigo pátio da igreja com monumentos para, entre outros, Franciszek Dionizy Kniaźnin e o general Józef Orłowski.
- Igreja de Santa Ana, anteriormente um hospital, de 1613.[46]
- Prefeitura classicista de 1775.
- Relíquia do cemitério evangélico de Augsburgo.

## Turismo
- Rota do Renascimento de Lublin.[47]